# Placebo Effect
Placebo Effect ist eine deutsche Band, die 1989 in Duderstadt gegründet wurde. Ihr kommt, neben Bands wie yelworC und Trial, eine Vorreiterrolle bei der Entwicklung des Dark Electro in Deutschland zu. Bekannt wurde die Gruppe insbesondere durch die Hits Move und Slashed Open, sowie das Stück Gallery of Pain, das mit einem Sample aus Bernard Herrmanns Psycho-Soundtrack eingeleitet wird.

## Geschichte

### 1989–1991: Gründung und erste Erfolge
Placebo Effect wurde am 29. März 1989 von Axel Machens, Christoph Kunze und Achim Windel gegründet. Alle drei Mitglieder brachten unterschiedliche Einflüsse in die Band. So zeigte sich Axel Machens durch Gruppen wie Skinny Puppy, The Klinik, Cabaret Voltaire, Front Line Assembly, Front 242, Portion Control und SPK sowie zeitgenössische Filmmusik aus Horrorfilmen inspiriert. Christoph Kunze zählte seinerzeit Synthie-Pop-Künstler wie Depeche Mode, Fad Gadget und Gary Numan oder Avantgarde-Musiker wie Coil zu seinen Favoriten, während Achim Windel vor allem Hardcore Punk, aber auch Post-Punk zwischen Joy Division und The Cure, bevorzugte und Anfang der 1980er selbst als Gitarrist in einer Punk-Band aktiv war (u. a. in der Gruppe Void, die im Vorprogramm von Rotzkotz spielte). Eng damit verknüpft war die Wahl des Bandnamens, den Windel einer seiner früheren Gruppen entlieh und der dem gleichnamigen Song von Siouxsie and the Banshees entstammt. Trotz dieser Einflüsse blieb die Musik frei von Gitarreneinsatz und orientierte sich überwiegend am Klangbild der kanadischen Electro-Szene (Skinny Puppy, Front Line Assembly, Numb usw.). Ecki Stieg bemerkte später, das Anliegen der Band sei nicht gewesen, „die Sounds der Vorbilder billig zu kopieren, sondern vielmehr deren Methodik zu studieren“.
Das erste Demo „First Tape“ erschien im April 1990. Am 6. Mai 1990 gaben Placebo Effect ihren ersten Live-Auftritt im Göttinger Ballhaus. Bedingt durch die Teilnahme an der im Juni 1990 gestarteten Zillo-Nachwuchsförderaktion erhielt die Band die Möglichkeit, das zweite Demo „Gargoyles“ in den Bayreuther Danse Macabre Studios aufzunehmen. Die Kassette wurde in der Oktoberausgabe des Zillo vorgestellt.
Am 2. November des Jahres trat die Band zusammen mit The Invincible Spirit und Project Pitchfork auf dem Hildesheimer „Techno-Festival“ in der Diskothek „Vier Linden“ auf. Weitere Auftritte, darunter am 14. Juni 1991 im Bochumer Zwischenfall, folgten. Der Erfolg von Stücken wie Move und Gallery of Pain verhalf der Band zu einem Vertrag mit Danse Macabre Records, den sie am 20. Juli 1991 unterschrieb. Mehrere exklusive Samplerbeiträge, u. a. Last Day, Sacrifice sowie die Originalversion von Devoid of Soul, erschienen auf den Kompilationen „Re/Beat“, „Danse Macabre Part I“ und „Electronic Techno Music“.

### 1992–1993: Kreativer Höhepunkt
Am 4. Januar 1992 traten Placebo Effect zusammen mit Le Coup Sauvage, Relatives Menschsein, Operating Strategies und The Red Badge of Courage auf dem „I. Danse Macabre Festival“ im „CAT Café“ in Ulm auf. Am 22. Februar 1992 fungierte die Band als Opener für die „II. Night of Darkness“ in der Kulturfabrik Krefeld. Weitere Mitwirkende des von Alfred Kaenders (Celtic Circle Concerts) veranstalteten Festivals waren X Marks the Pedwalk, Deine Lakaien, Sigillum S und Die Krupps.
Nach sechsmonatiger Produktionszeit erschien im Mai 1992 das Debütalbum „Galleries of Pain“. Das Album wurde von Bruno Kramm (Das Ich) produziert und erhielt überwiegend positive Kritiken. Martin von Arndt, seinerzeit Mitarbeiter der Zeitschrift Sub Line, bezeichnete das Album als ein „exzellent produziertes Underground-Dance-Werk“ und vergab sieben von zehn möglichen Punkten. Das Glasnost Wave-Magazin äußerte, die „Vielfalt der Sounds“ sei „erstaunlich“. Schnell zeige sich, dass „in diesem Werk wesentlich mehr“ stecke und die Musik „kaum mehr als typische EBM vereinfacht werden“ könne. Placebo Effect bestächen „durch transparente Sphärik, die ein melodisches Gleichgewicht zu dem druckvollen Beat“ bilde. „Sehr gekonnt und durchdacht“ mischten sich „in das Grundmuster elektronischer Rhythmen und Sequenzen Sounds aus ganz anderen Genres“. Dabei wurde u. a. auf einen Neoklassik-Einfluss verwiesen. Martin Irmscher vom Musikmagazin Vertigo schrieb, das Album enthalte „monumental-mystische Klanglandschaften, die sich mit tanzbaren Nummern“ abwechselten. Lieder wie „Move“ und „Agony of Mind“ seien „in etlichen Underground-Discos Pflichtstücke.“ „Galleries of Pain“ verkaufte sich in den nachfolgenden Jahren rund 10.000-mal. Ein Remix des Songs „Mystress“ erschien auf der Kompilation „Celtic Circle Sampler Part 1“.
Am 23. August 1992 traten Placebo Effect zusammen mit Project Pitchfork und Trial auf dem „Documenta Dance“-Festival im Rahmen der documenta IX in Kassel auf. Die eigens zu diesem Zweck ausgearbeitete Bühnenshow stieß auf scharfe Kritik und gipfelte in einer Diskussion über Gewaltverherrlichung. Neben Das Ich, Relatives Menschsein, Le Coup Sauvage und Printed at Bismarck’s Death nahm die Band am 31. Oktober 1992 am „II. Danse Macabre Festival“ im Werk II in Leipzig teil. Ein weiterer Auftritt auf dem „1. Voice of Time Festival“ im Chemnitzer Kraftwerk folgte am 20. Dezember 1992. Mitstreiter des Abends waren Dive und Think About Mutation.
Am 23. April 1993 traten Placebo Effect zusammen mit Dive, Aurora und Armageddon Dildos auf dem „Electro Shock Festival“ in Hildesheim (Vier Linden) auf. Aufgrund vertraglicher Probleme und der Unzufriedenheit mit der Arbeitsweise Danse Macabres erfolgte noch im selben Jahr ein Wechsel zum Plattenlabel Ausfahrt Records. Der Veröffentlichungstermin des bereits für April 1993 angekündigten Albums „Bad Dreams“ wurde zunächst aus zeit- und rechtlichen Gründen auf August und ein viertel Jahr danach auf den Spätherbst verlegt, anschließend jedoch ganz verworfen. Ebenso musste die anstehende Deutschland-Tour abgesagt sowie einzelne Auftritte auf den Herbst verschoben werden. Die Band wählte unterdessen sechs der besten Songs ihres Repertoires aus und veröffentlichte am 15. September 1993 das innerhalb von zwei Monaten im Out-O-Space Studio Göttingen selbstproduzierte und von Andreas Krüger (Eiskalte Gäste, Der Dritte Raum) koproduzierte Minialbum Slashed Open. Hierauf zeigten sich Placebo Effect deutlich atmosphärischer, die Tanzbarkeit des Vorgängers trat zugunsten filmmusikalischer Elemente in den Hintergrund. Produktionstechnisch kehrte die Band zu ihren Wurzeln zurück, arbeitete verstärkt mit analogen Sounds und verzichtete weitgehend auf den Einsatz digitaler Synthesizer und Sampler.

„Anfang der 1990er beschäftigte man sich viel mit Samplern und setzte diese schwerpunktmäßig ein – auch wir. Das Ergebnis waren harte ‚Lärm‘-Samples, die die Songs prägten und alles sehr perkussiv klingen ließen. Heute hat sich dieses Thema totgefahren, und es findet zwangsläufig eine Rückbesinnung statt.“

Zugleich erfolgte die bis dahin stärkste Annäherung an kanadische Vorbilder wie Skinny Puppy. Sven Freuen, Journalist des Musikmagazins Zillo, schrieb, die Gruppe knalle „ein perfekt durchstricktes Electro-Stück ans nächste, mal heroisch-herabziehend, mal kanadisch-treibend hart“. Er bezeichnete Slashed Open als „eine dynamische Reifeleistung, die zu den besseren Electro-Veröffentlichungen dieser Tage“ zähle. Stefan Herwig (Sub Line Musikmagazin; Kugelblitz, Off Beat, Dependent) hob die Melodiösität des Werks hervor, bemängelte allerdings die fehlende Clubtauglichkeit. Er vergab in seiner Rezension sechs Punkte. Ein Videoclip zum Titelstück erschien 1994 auf der Videokompilation „Delta O“. Er thematisiert Gewalt als Teil des gesellschaftlichen Lebens und enthält Filmmaterial von Kriegs- und NS-Dokumentationen (Bombardements, Konzentrationslager), physischen Auseinandersetzungen in sozialen Brennpunkten, Tierversuchen (Vivisektion), Massentötungen (bspw. Robben, Haie), aber auch Szenen aus Horrorfilmen (z. B. aus Body Parts).
Ab Oktober 1993 gaben Placebo Effect erstmals im Ausland Konzerte, darunter am 8. Oktober in Prag, am 9. Oktober in Bratislava sowie am 4. Dezember in Sint-Niklaas, Belgien.

### 1994–1999: Misserfolg und Auflösungsprozess
Neben Dive und Insekt nahm die Band am 5. Februar 1994 am „4. Voice of Time Festival“ im Kraftwerk, Chemnitz, teil. Am 14. April 1994 trat sie zusammen mit Black Rose, Phallus Dei, Sixth Comm und Sielwolf auf dem „Dark Easter Festival“ im Anker, Leipzig, auf. Im Juni startete die 1994er Deutschland-Tour, die die Band durch Duderstadt, Berlin, Erfurt, Großörner, Würzburg und Bochum führte und auf der das zweite Vollzeitwerk „Manipulated Mind Control“ vorgestellt wurde.
Auf diesem, im August 1994 veröffentlichten Album gingen Placebo Effect gänzlich neue Wege. Anstelle einer Fortführung der gewohnt vielschichtigen und soundtrackartigen Kompositionen konzentrierte sich die Band nun auf minimale, tanzbare Songstrukturen. Fans und Presse zeigten sich über den neu eingeschlagenen Pfad gleichermaßen enttäuscht. Einzig die Titel Last Walk (Through My Life) und No Man's Land konnten an alte Qualitäten anknüpfen. Das Glasnost Wave-Magazin schrieb, das Werk „enttäusche über weite Strecken“. Es sei „bei einem Laborversuch geblieben“. „Manipulated Mind Control“ sei ein „langweiliges, unstrukturiertes Sammelsurium von Fragmenten, die kein sinniges Album in der bisher von Placebo Effect gewohnten Klasse“ hergäben. Die Band habe „sich ganz offensichtlich in ihren Experimenten verfangen“ und sei „am Ziel vorbeigeschossen“. Zillo-Mitarbeiter Dirk Hoffmann bezeichnete das Album als „katastrophal“. Unterm Strich blieben „Axel Machens, Christoph Kunze und Achim Windel hinter den hohen Erwartungen zurück“.
Am 22. Oktober 1994 absolvierte die Band zusammen mit Die Form, Mortal Constraint, Notstandskomitee, Garden of Delight und Allerseelen einen Auftritt auf dem „Diabolus Cantus Festival“ in der Karlsruhe-Durlacher Festhalle. Ein weiterer Auftritt folgte am 12. November auf dem „Electro Festival“ im Luzerner Konzerthaus Schüür. Neben Placebo Effect komplettierten amGod, Suicide Commando, Sleepwalk, Lescure 13 und Fuze Box Machine das dortige Line-up.
Im Frühjahr 1995 gab die Band vereinzelt Konzerte in Berlin, Leipzig und Hamburg. Im März des Jahres erschien das Video „Live @ Bochum Zeche“, das einen Auftritt vom 12. Juni 1994 in der Zeche Bochum als Bestandteil der „Manipulated Mind Control“-Tour enthält. Im Juli 1995 tourte die Band durch die Niederlande und Belgien. Am 29. Juli trat sie zusammen mit Mortal Constraint, Corpus Delicti, Der Prager Handgriff und Still Patient? auf dem „2. Dark Wave Meeting“ in der „La Laiterie“ in Straßburg, Frankreich, auf.
Frustriert über die nachteilige Labelpolitik und die negative Resonanz auf das 1994er Werk „Manipulated Mind Control“, schränkten Placebo Effect ihre Aktivitäten in den nachfolgenden Jahren schrittweise ein. Hinzu traten verstärkt bandinterne Differenzen bezüglich der musikalischen Ausrichtung Placebo Effects, in deren Folge neu komponierte Lieder – etwa für das 1996 angekündigte Album „Shatter“ – schon nach kurzer Zeit verworfen wurden. Lediglich zwei Stücke, Chlorid und Alien, fanden den Weg auf die 1996er Retrospektiv-Kollektion „MCMLXXXIX–MCMXCV: Past...Present (1989–1995)“. Am 5. Oktober 1996 trat die Band letztmals auf einem größeren Festival auf. Neben Blind Passengers, Oomph!, Think About Mutation und Umbra et Imago nahm sie am „Energie & Harmonie/Mensch & Maschine“-Festival im Chemnitzer Kraftwerk teil.
Am 3. April 1999 – zehn Jahre nach der Gründung des Projekts – gaben Placebo Effect in Riesa ihr Abschiedskonzert. Das letzte Album „Shatter“ blieb bis heute unveröffentlicht. Auf die Frage nach der Auflösung entgegnete Axel Machens, er könne sich nicht mehr mit dem Stil der Band identifizieren.

„Ich habe gemerkt, dass es in eine Sackgasse steuert. Das Album, das wir mit Bruno Kramm gemacht hatten, war das beste Placebo-Effect-Album. „Manipulated Mind Control“ war […] nicht mehr Placebo Effect. Ich wollte vielschichtiger sein, düstere Musik machen und vor allem mehr ausdrücken. Ich wollte Alben machen, die ein Gesamtkonzept haben und tiefer wirken als bloße Tanzmusik.“

### 2003–2004: Letzte Aktivitäten
Am 7. Juni 2003 gab die Band auf dem 12. Wave-Gotik-Treffen in der Leipziger Agrahalle einen exklusiven Sonderauftritt. Zum Live-Programm zählten u. a. Slashed Open, No Man's Land und Move. Ein Auftritt unter dem Titel „Placebo Effect vs. Breathe“ folgte am 14. Februar 2004 im Rahmen der Veranstaltungsreihe „Bodybeats“ im Werk 9, Berlin, zusammen mit T.A.N.K. Hieran beteiligte sich jedoch nur Axel Machens mit seinem Projekt Breathe, das einige Placebo-Effect-Stücke live darbot, zusammen mit Rinaldo Bite (ribi) vom Projekt Destroid als Live-Keyboarder. Christoph Kunze und Achim Windel blieben dem Auftritt fern.

## Inhalte und Auftreten
Placebo Effect zeigten auf ihren frühen Auftritten Splatter- und Gore-Videos, trugen medizinische Berufskleidung und hantierten mit Schädeln, Kruzifixen, deformierten Kunststoffpuppen, Fleisch und Kunstblut, sowie Gebrauchs- und Industriegegenständen wie Stahltonnen und Winkelschleifern. Die Texte handelten zumeist von Tod und apokalyptischen Szenarien. Aufgrund der Thematisierung von Gewalt und Wahnsinn sah sich die Band wiederholt mit dem Vorwurf der Gewaltverherrlichung konfrontiert. Die Bühnenshows und die Identifikation mit Horrorthematiken wurden seitens der Presse zum Teil stark kritisiert und als geschmacklos und verstörend empfunden, andererseits jedoch auch belächelt und als exzessiv und affektiert wahrgenommen. So äußerte bspw. ein Mitarbeiter der Musikzeitschrift Hysterika nach einem Auftritt auf dem ersten „Danse Macabre Festival“ in Ulm im Januar 1992 überrascht:

„„Passend zu ihren Brachialsounds zeigten sie Brachialvideos. Dass die Musiker bei den Proben nicht fortwährend selbst kotzen mussten, hat viele verwundert.““

Die Band fühlte sich missverstanden und fasste nach Veröffentlichung des Minialbums „Slashed Open“ den Entschluss, sich von ihrem Image und der „drastischen Darstellung von Gewalt“ zu lösen. Für die nachfolgenden Auftritte zum 1994er Studioalbum „Manipulated Mind Control“ arbeiteten Placebo Effect mit dem Leipziger Fotografen und Dia-Künstler Hagen Steffen zusammen. Konzeptionell widmet sich das Album der „Manipulation der Sinne“ (bspw. durch den Einsatz von Placebos).

## Neben- und Nachfolgeprojekte
Axel Machens und Thomas Köhler, Keyboarder der Band Operating Strategies, kooperierten 1994 unter dem Namen Ecclesia. Zusammen mit Ecki Stieg gründete Machens das Projekt Ya'sher, das später in Accessoires umbenannt wurde. Unter diesem Namen erschien 1995 das Album „Vendetta“. Ein weiteres Projekt startete Machens mit The 37th Chamber. Unter diesem Namen komponierte er die Filmmusik zum 1996er Independent-Film „Strangeways“ von Christian Rzechak. 1998 formierte Axel Machens das Projekt Breathe, mit dem er 1999 das 6-Track-Minialbum „Box“ und zwei Jahre später das dazugehörige Album „The Laughing Dolls“ veröffentlichte. Breathe treten inzwischen unter dem zuletzt genannten Albumnamen in Erscheinung.

## Wave-Gotik-Treffen
Nachdem die Band bereits auf dem 12. Wave-Gotik-Treffen am 7. Juni 2003 ihre Show zeigte, fand anlässlich des 23. Wave-Gotik-Treffens am 7. Juni 2014 ein einmaliges Konzert der Band statt, das tausende alte und neue Fans begeisterte.

## Diskografie

### Demos
- 1990: First Tape (MC, Eigenproduktion)
- 1990: Gargoyles (MC, Danse Macabre Records)

### Alben
- 1992: Galleries of Pain (LP/CD/MC, Danse Macabre Records)
- 1993: Slashed Open (CD, Minialbum, Ausfahrt Records)
- 1994: Manipulated Mind Control (Pre-Release mit Sticker und Placebo-Tablette, Ausfahrt Records)
- 1994: Manipulated Mind Control (CD, Ausfahrt Records)
- 2020: Shattered Souls (CD, Eigenvertrieb)

### Kompilationen
- 1996: MCMLXXXIX–MCMXCV: Past...Present (1989–1995) (Multimedia-CD-Kompilation mit Demos, Samplerbeiträgen, zwei neuen Songs + Videos, Fotos, Biografie, Diskografie, Konzertdaten, verpackt in einer limitierten Metallbox, Ausfahrt Records)
- 2011: Gargoyles & Galleries  (CD, Wiederveröffentlichung der Werke Galleries of Pain und Gargoyles, Infacted Recordings)

### Exklusive Samplerbeiträge
- 1990: Face (auf VA – Turtles, Flying Around, TecDance)
- 1990: Respect and Emotion (auf VA – Turtles, Flying Around, TecDance)
- 1990: Human Flesh (Extended Version) (auf VA – Turtles, Flying Around, TecDance; fälschlich gelistet als Devil's Hand)
- 1991: The Gift (auf VA – Technical Terms, TecDance)
- 1991: War (auf VA – Technical Terms, TecDance)
- 1991: Devoid of Soul (auf VA – Danse Macabre Sampler Part I, Danse Macabre Records)
- 1991: The Deadly Pour (auf VA – Electronic Techno Music, Impuls Records)
- 1991: The Suggestiv Sleep [‚Dawn and Death‘-Demo] (auf VA – Electronic Techno Music, Impuls Records)
- 1991: Torture (auf VA – Electronic Techno Music, Impuls Records)
- 1991: Last Day (Trauma Mix) (auf VA – Re/Beat, Noise Zone/KM-Musik)
- 1991: Sacrifice (Remix) (auf VA – Re/Beat, Noise Zone/KM-Musik)
- 1993: Mystress (Remix) (auf VA – Celtic Circle Sampler Part I, Celtic Circle Productions)

### Videos
- 1994: Slashed Open – Videoclip auf der „Delta O“-Video-Kompilation
- 1995: Live @ Zeche Bochum 12-06-1994 + Slashed Open (Videoclip)